# Allianz Stadion
Het Allianz Stadion is een voetbalstadion in Wenen. Het is de thuishaven van Rapid Wien. Het is gebouwd op de plek van het gesloopte Gerhard Hanappistadion, waar Rapid tot het seizoen 2013-2014 speelde. Tijdens de bouw van het nieuwe stadion speelde de club in het Ernst Happelstadion. Het stadion werd officieel geopend tijdens een vriendschappelijke wedstrijd tussen Rapid en het Engelse Chelsea FC.